# 인네레슈타트
인네레슈타트(독일어: Innere Stadt)는 오스트리아 빈의 제 1구역이다. 빈의 구시가지에 해당하는 지역이다. 1850년에 주변 마을이 합병하여 빈이 확장될 때까지 이 인네레슈타트 지역이 빈이였다. 구시가는 슈투트벤비어텔 (, 북동부), 케른트너비어텔 (Kärntner Viertel, 남동부), 비더머비더텔 (Widmerviertel 남서부), 쇼텐비어텔 (Schottenviertel, 북서부) 4가지 지구로 나뉘어 있었다. 이 지명은 각 지역에 있던 성벽의 문 이름에 유래하는 것이다.
인네레슈타트는 빈의 구 중 최대인 100,745명의 노동 인구가 있다. 이것은 관광지이자 도시의 중심부인 인네레슈타트가 좋은 조건의 기업의 입지가 많기 때문이다.

## 빈 역사 지구
인네레슈타트는 빈 역사 지구의 일부로 유네스코 세계유산에 등재되었다. 역사 지구의 수많은 유적들이 다양한 문화적 가치와 시대상을 드러내며 중세 유럽의 발전상을 보여준다는 점과 16세기 이후 클래식 음악의 중심지로 기능했다는 점이 높이 평가받았다.

## 지리
인네레슈타트는 빈의 정중앙에 위치하고 있다. 이 지역은 북동쪽으로는 제2구 레오폴트슈타트, 동쪽으로는 제3구 란트슈트라세, 남쪽으로는 제4구 비덴, 서쪽으로는 제6구 마리아힐프와 제7구 노이바우 그리고 제8구 요제프슈타트에 인접해 있다. 북쪽으로는 제9구 알서그룬트와 경계를 맞대고 있다.

## 인구
2014년 조사에 따르면, 전체 거주민 중 외국 국적을 소지한 사람은 21.3퍼센트로 집계되었다. 이는 빈 전체 평균보다 3퍼센트 낮은 수치다. 인구의 3.4퍼센트는 독일 국적, 1.5퍼센트는 세르비아 국적, 0.8퍼센트는 크로아티아 국적을 가졌으며 나머지는 다른 국가 출신이다.

## 참고 문헌
1. ↑  Bandarin, Francesco. “빈 역사 지구”. 《유네스코와 유산》.
2. ↑  Statistik Austria, 2014